# لینی کوئیگلی
لینـِی کوئیگلی (انگلیسی: Linnea Quigley؛ زادهٔ ۲۷ مهٔ ۱۹۵۸) یک هنرپیشه، خواننده، تهیه‌کننده، مانکن و فعال حقوق حیوانات اهل ایالات متحده آمریکا است. وی از سال ۱۹۷۸ میلادی تاکنون مشغول فعالیت بوده‌است.
شهرت او بیشتر به دلیل بازی در فیلم‌های «ترسناک» و «درجه ب» در دههٔ ۸۰ و ۹۰ میلادی است.
او در فیلم بازگشت مردگان زنده بازی کرده‌است.